# Homme de Kabwe
Pour les articles homonymes, voir Broken Hill (homonymie).
Homme de Kabwe (ou Homme de Broken Hill ou Kabwe 1) est le nom donné à un individu humain connu par son crâne daté de 299 000 ans environ découvert en Zambie, attribué d'abord à l'espèce Homo rhodesiensis, puis à l'espèce Homo heidelbergensis et dont la position phylogénétique fait toujours débat.
Le crâne a été récupéré dans la mine de plomb et de zinc de Broken Hill (aujourd'hui Kabwe), d'où son nom alternatif de «crâne de Broken Hill». Il avait été surnommé «l'Homme rhodésien» au moment de sa découverte, du nom de la région, la Rhodésie du Nord, aujourd'hui la Zambie.
Il est conservé au Natural History Museum de Londres  et fait l'objet d'une demande de rapatriement.

## Découverte
L'extraction du crâne dans le gisement d'une grotte a fait l'objet d'un récit détaillé par Aleš Hrdlička, un anthropologue de la Smithsonian Institution. Un mineur suisse, Tom Swiglaar, et un mineur africain dont le nom n'a pas été consigné avaient découvert le crâne le 17 juin 1921 alors qu'ils travaillaient dans la mine. Le crâne a ensuite été examiné par un médecin de Broken Hill, qui l'a reconnu comme un fossile d'une importance scientifique potentielle. Plusieurs mois plus tard, la Rhodesia Broken Hill Mine Company l'a expédié en Angleterre, et en a fait don au British Museum de Londres. Là, le paléontologue Arthur Smith Woodward l'identifie en 1921 comme appartenant à une nouvelle espèce, et l'attribue à l'espèce Homo rhodesiensis. A la découverte du crâne s'est ajoutée celle d'une mâchoire supérieure d'un autre individu, d'un sacrum, d'un tibia et de deux fragments de fémur.

## Datation
La destruction du site paléoanthropologique a rendu impossible la datation stratigraphique. L'âge du fossile a été réévalué plusieurs fois. Avant les années 1970, on pensait que le crâne n'avait que 30 à 40 000 ans. En 1974, Bada et ses collègues (1974) ont établi une date de 110 000 ans, mesurée par le taux de racémisation de l'acide aspartique. La Smithsonian Institution a suggéré en 2010 un âge entre 150 000 et 300 000 ans, avec une limite supérieure de 500 000 ans suggérée par les fossiles d'animaux collectés sur le site,. Une nouvelle technique appliquée au crâne a permis de retirer des fragments d'un quart de millimètre d'épaisseur et donc de dater directement le crâne, la nouvelle tranche d'âge estimée, selon une étude publiée en 2020 dans la revue Nature, est de 324 000 à 274 000 ans.

## Morphologie
La capacité crânienne de l'Homme de Kabwe a été estimée à 1230 cm³.
L'individu, robuste, a les arcades sourcilières comparativement plus grandes que celles de tous les hominidés connus. Son visage large est semblable à celui de l'Homme de Néandertal (du fait de son gros os nasal et de ses épaisses arcades sourcilières saillantes).
Le crâne présente des caries dans dix des dents supérieures. Or la carie dentaire, considérée comme liée à la domestication des céréales, n'est identifiée qu'à partir du Néolithique. Des scientifiques ont essayé d'expliquer la présence des caries de l'Homme de Kabwe, «unique durant tout le Pléistocène et unique aussi dans cette région d'Afrique» d'après Evelyne Peyre et Jean Granat. Selon une première hypothèse, la zone étant riche en plomb, les dents de l'Homme de Kabwe ont pu être fragilisées par la fixation de plomb (Pb++) qui aurait remplacé des ions de Calcium (Ca++), ce qui aurait ouvert la voie au développement de caries. Selon une deuxième hypothèse, l'Homme de Kabwe aurait pu consommer une plante endogène riche en glucides, comme le « sorgho sucré ».
Les piqûres indiquent une infection importante avant la mort ; la cause du décès peut être due à une infection dentaire ou éventuellement à une otite.

## Classification
Initialement, le crâne était classé comme appartenant à une nouvelle espèce, Homo rhodesiensis, considérée par la suite comme synonyme d'une sous-espèce africaine d'Homo heidelbergensis.
Certains traits sont similaires à ceux d'espèces anciennes comme Homo erectus : la morphologie du neurocrâne, les arcades sourcilières proéminentes, la carène sagittale (épaississement de l'os sur la ligne médiane de l'os frontal), le torus occipital (une saillie à l'arrière du crâne). Cependant, le volume endocrânien est très similaire à celui des Homo sapiens, le prognatisme du visage est moins marqué que celui d'espèces antérieures. Ces caractéristiques ont conduit certains scientifiques à la conclusion que l'Homo heidelbergensis représente une espèce intermédiaire entre l'Homo erectus antérieur d'une part, Homo sapiens et l'Homme de Néandertal d'autre part. En 2019, aucune tentative d'extraire de l' ADN ou de séquencer un génome du crâne de Kabwe n'a abouti.
Les résultats de la datation radiométrique de la matrice associée à l'Homme de Kabwe qui le datent de 299 000 ans ± 25 mille ans, font de lui un contemporain du premier Homo sapiens.
Le professeur Chris Stringer du Natural History Museum de Londres, où le fossile crâne est conservé, déclare en 2020 : « Auparavant, le crâne de Broken Hill était considéré comme faisant partie d'une séquence évolutive progressive et répandue en Afrique, des humains archaïques aux humains modernes. Mais maintenant, il semble que l'espèce primitive Homo naledi ait survécu en Afrique australe, Homo heidelbergensis était en Afrique centrale et méridionale, et les premières formes de notre espèce existaient dans des régions comme le Maroc et l'Éthiopie ». Ainsi l'Afrique du Pléistocène moyen tardif aurait été un lieu de coexistence de plusieurs lignées d'hominidés contemporaines, Homo naledi, Homo heidelbergensis / H.rhodesiensis, Homo sapiens.
Des outils en pierre à double tranchant récupérés à Broken Hill ont pu avoir été créés par H.heidelbergensis, cependant on n'est pas sûr que ces outils soient liés au crâne de Broken Hill.

## Demande de rapatriement
Depuis les années 1970, le gouvernement de la Zambie a adressé au Royaume-Uni une demande de rapatriement du crâne de Kabwe, fondée sur un certain nombre de lois et traités internationaux relatifs aux artefacts culturels, et sur les lois de l'époque coloniale adoptées par le Royaume-Uni. Selon l'interprétation de la proclamation des reliques Bushman de 1912 présentée par le gouvernement zambien, il était illégal en 1921 de déplacer des reliques culturelles hors de la Rhodésie du Nord sans un permis de la British South Africa Company ; un tel permis n'ayant jamais été délivré à la société minière de Broken Hill, celle-ci n'était pas en droit de faire don du crâne au British Museum.
En mai 2018, lors d'une réunion du Comité du patrimoine mondial de l'UNESCO, les délégués britanniques sont entrés en négociation avec la Zambie en ce qui concerne le rapatriement éventuel de l'artefact ; l'accord prévoit l'accès au crâne par les chercheurs.